# Сандоваль, Франсиско
Франсиско Эрменегильдо Сандоваль Гузман (исп. Francisco Hermenegildo Sandoval Guzmán; 31 января 1924, Кесальтепеке, Чикимула — не позднее 2011) — гватемальский спортивный стрелок. Участник летних Олимпийских игр 1952 и 1968 годов, серебряный призёр Центральноамериканских и Карибских игр 1962 года.

## Биография
Франсиско Сандоваль родился 31 января 1924 года в гватемальском городе Кесальтепеке.
В 1952 году вошёл в состав сборной Гватемалы на летних Олимпийских играх в Хельсинки. В стрельбе из скорострельного пистолета с 25 метров занял 49-е место, выбив 508 очков и уступив 71 очко завоевавшему золото Карою Такачу из Венгрии. В стрельбе из произвольного пистолета с 50 метров занял 9-е место, выбив 535 очков и уступив 18 очков победителю Джо Беннеру из США.
В 1962 году завоевал серебряную медаль Центральноамериканских и Карибских игр в Кингстоне в стрельбе из произвольного пистолета с 50 метров.
В 1968 году вошёл в состав сборной Гватемалы на летних Олимпийских играх в Мехико. В стрельбе из произвольного пистолета с 50 метров занял 59-е место, выбив 519 очков и уступив 43 очка победителю Григорию Косых из СССР.
Умер не позднее 2011 года.